# Polnica (Białoruś)
Polnica (biał. Польніца, ros. Польница) – wieś na Białorusi, w obwodzie grodzieńskim, w rejonie grodzieńskim, w sielsowiecie Hoża.
Dawniej dwie wsie. W dwudziestoleciu międzywojennym wieś leżała w Polsce, w województwie białostockim, w powiecie grodzieńskim, w gminie Hoża.
Według Powszechnego Spisu Ludności z 1921 roku:
- Polnicę I – zamieszkiwały 283 osoby, 277 było wyznania rzymskokatolickiego, a 6 prawosławnego. Wszyscy mieszkańcy zadeklarowali polską przynależność narodową. Było tu 48 budynków mieszkalnych[2].
- Polnicę II – zamieszkiwały 284 osoby, 283 było wyznania rzymskokatolickiego, a 1 prawosławnego. 283 mieszkańców zadeklarowało polską przynależność narodową, a 1 białoruską. Były tu 43 budynki mieszkalne[2].

Miejscowości należały do parafii świętych apostołów Piotra i Pawła w Hoży oraz do parafii prawosławnej w Grodnie.
Wieś podlegała pod Sąd Grodzki i Okręgowy w Grodnie; właściwy urząd pocztowy mieścił się w Hoży.